# Jiří Skočdopole
Jiří Skočdopole (* 21. Juni 1980) ist ein tschechischer Badmintonspieler. 

## Karriere
Jiří Skočdopole gewann in seiner Heimat zwei Juniorentitel 1999 und 2000, um schon zwei Jahre später erstmals Meister der Erwachsenen zu werden. 2003 qualifizierte er sich für die Weltmeisterschaft, 2004 wurde er erneut tschechischer Meister.

## Sportliche Erfolge
| Saison | Veranstaltung                                   | Disziplin    | Platz | Name                               |
| ------ | ----------------------------------------------- | ------------ | ----- | ---------------------------------- |
| 1999   | Tschechische Einzelmeisterschaften der Junioren | Herrendoppel | 1     | Václav Drašnar / Jiří Skocdopole   |
| 2000   | Tschechische Einzelmeisterschaften der Junioren | Herrendoppel | 1     | Václav Drašnar / Jiří Skočdopole   |
| 2002   | Tschechische Einzelmeisterschaften              | Herrendoppel | 1     | René Neděla / Jiří Skočdopole      |
| 2003   | Weltmeisterschaft                               | Mixed        | 33    | Jiří Skočdopole / Hana Procházková |
| 2004   | Tschechische Einzelmeisterschaften              | Mixed        | 1     | Jiří Skočdopole / Hana Procházková |
| 2008   | Tschechische Einzelmeisterschaften              | Mixed        | 2     | Jiří Skočdopole / Hana Procházková |